# Korrakot Wiriyaudomsiri
Korrakot Wiriyaudomsiri (tiếng Thái: กรกช วิริยอุดมศิริ, sinh ngày 19 tháng 1 năm 1988), còn được biết với tên đơn giản Ming (tiếng Thái: มิ้ง), là một cầu thủ bóng đá người Thái Lan thi đấu ở vị trí hậu vệ trái cho câu lạc bộ Giải bóng đá Ngoại hạng Thái Lan Buriram United. Korrakot là một chuyên gia đá phạt.

## Danh hiệu

### Câu lạc bộ
Buriram United
- Giải bóng đá Ngoại hạng Thái Lan (1): 2017

## Sự nghiệp quốc tế
Ngày 10 tháng 10 năm anh ra mắt cho Thái Lan trong trận giao hữu trước Bahrain. Vào 15 tháng 10 năm anh thi đấu trận thứ hai trước Iran.

### Quốc tế
Tính đến 14 tháng 11 năm 2019
| Đội tuyển quốc gia | Năm  | Số trận | Bàn thắng |
| ------------------ | ---- | ------- | --------- |
| Thái Lan           | 2013 | 2       | 0         |
| Thái Lan           | 2014 | 1       | 0         |
| Thái Lan           | 2015 | 1       | 0         |
| Thái Lan           | 2018 | 6       | 1         |
| Thái Lan           | 2019 | 3       | 0         |
| Thái Lan           | Tổng | 13      | 1         |

### Bàn thắng quốc tế
Bàn thắng và kết quả của Thái Lan được để trước.
| #  | Ngày                 | Địa điểm                                    | Đối thủ   | Bàn thắng | Kết quả | Giải đấu     |
| -- | -------------------- | ------------------------------------------- | --------- | --------- | ------- | ------------ |
| 1. | 17 tháng 11 năm 2018 | Sân vận động Rajamangala, Bangkok, Thái Lan | Indonesia | 1–1       | 4–2     | AFF Cup 2018 |